# Abdul Ghasem Sahkdari
Abdul Ghasem Sahkdari (pers. ابولقاسم سخدری) – irański zapaśnik walczący w stylu wolnym. Olimpijczyk z Londynu 1948, gdzie zajął piąte miejsce w kategorii plus 87 kg.